# Socialisme utopique et socialisme scientifique
Socialisme utopique et socialisme scientifique est un livre de Friedrich Engels publié en 1880 et composé d'extraits de l'Anti-Dühring.
Dans cet ouvrage, Friedrich Engels souhaite expliquer ce qu'est à ses yeux le socialisme scientifique (inauguré par son ami Karl Marx et lui-même) et la différence entre ce socialisme à prétention scientifique et ce qu'il appelle le socialisme utopique, représenté par des penseurs comme Robert Owen et Charles Fourier.

## Propos de l'œuvre: différences entre le socialisme utopique et le socialisme scientifique
Voici un extrait de cet ouvrage où Friedrich Engels explique l'apport nouveau du socialisme scientifique et sa différence avec le socialisme utopique :

« Les enseignements de l’économie bourgeoise sur l’identité des intérêts du capital et du travail, sur l’harmonie universelle et la prospérité universelle résultant de la libre concurrence, étaient démentis de façon de plus en plus brutale par les faits. Il n’était plus possible de réfuter tous ces faits, pas plus que le socialisme français et anglais qui, malgré toutes ses imperfections, en était l’expression théorique. Mais l’ancienne conception idéaliste de l’histoire qui n’était pas encore détrônée, ne connaissait pas de luttes de classes reposant sur des intérêts matériels, ni même, en général, d’intérêts matériels ; la production et toutes les relations économiques n’y apparaissaient qu’à titre accessoire, comme éléments secondaires de l’« histoire de la civilisation ».
Les faits nouveaux obligèrent à soumettre toute l’histoire du passé à un nouvel examen et il apparut que toute histoire passée, à l’exception des origines, était l’histoire de luttes de classes, que ces classes sociales en lutte l’une contre l’autre sont toujours des produits des rapports de production et d’échange, en un mot des rapports économiques de leur époque ; que, par conséquent, la structure économique de la société constitue chaque fois la base réelle qui permet, en dernière analyse, d’expliquer toute la superstructure des institutions juridiques et politiques, aussi bien que des idées religieuses, philosophiques et autres de chaque période historique. Hegel avait libéré de la métaphysique la conception de l’histoire, il l’avait rendue dialectique, mais sa conception de l’histoire était essentiellement idéaliste. Maintenant l’idéalisme était chassé de son dernier refuge, la conception de l’histoire ; une conception matérialiste de l’histoire était donnée et la voie était trouvée pour expliquer la conscience des hommes en partant de leur être, au lieu d’expliquer leur être en partant de leur conscience, comme on l’avait fait jusqu’alors.
En conséquence, le socialisme n’apparaissait plus maintenant comme une découverte fortuite de tel ou tel esprit de génie, mais comme le produit nécessaire de la lutte de deux classes produites par l’histoire, le prolétariat et la bourgeoisie. Sa tâche ne consistait plus à fabriquer un système social aussi parfait que possible, mais à étudier le développement historique de l’économie qui avait engendré d’une façon nécessaire ces classes et leur antagonisme, et à découvrir dans la situation économique ainsi créée les moyens de résoudre le conflit. Mais le socialisme antérieur était tout aussi incompatible avec cette conception matérialiste de l’histoire que la conception de la nature du matérialisme français l’était avec la dialectique et les sciences modernes de la nature. Certes, le socialisme antérieur critiquait le mode de production capitaliste existant et ses conséquences, mais il ne pouvait pas l’expliquer, ni par conséquent en venir à bout ; il ne pouvait que le rejeter purement et simplement comme mauvais. Plus il s’emportait avec violence contre l’exploitation de la classe ouvrière qui en est inséparable, moins il était en mesure d’indiquer avec netteté en quoi consiste cette exploitation et quelle en est la source. Or le problème était, d’une part, de représenter ce mode de production capitaliste dans sa connexion historique et sa nécessité pour une période déterminée de l’histoire, avec par conséquent, la nécessité de sa chute, d’autre part, de mettre à nu aussi son caractère interne encore caché. C’est ce que fit la découverte de la plus-value. Il fut prouvé que l’appropriation de travail non payé est la forme fondamentale du mode de production capitaliste et de l’exploitation de l’ouvrier qui en résulte ; que même lorsque le capitalisme paie la force de travail de son ouvrier à la pleine valeur qu’elle a sur le marché en tant que marchandise, il en tire pourtant plus de valeur qu’il n’en a payé pour elle ; et que cette plus-value constitue, en dernière analyse, la somme de valeur d’où provient la masse de capital sans cesse croissante accumulée entre les mains des classes possédantes. La marche de la production capitaliste, aussi bien que de la production de capital, se trouvait expliquée.
Ces deux grandes découvertes : la conception matérialiste de l'histoire et la révélation du mystère de la production capitaliste au moyen de la plus-value, nous les devons à Marx. C’est grâce à elles que le socialisme est devenu une science, qu’il s’agit maintenant d’élaborer dans tous ses détails et ses connexions. »

Ensuite, dans la partie expliquant ce qu'est le socialisme scientifique, Friedrich Engels parle des différentes découvertes et études qu'a pu apporter cette méthode socialiste scientifique dans l'analyse du mode de production capitaliste : analyse de l'évolution des forces productives, le conflit entre les "forces productives" devenues sociales et les "formes de production" restées individuelles (entre le régime de production et le régime de propriété), l'antagonisme entre les forces productives et la production capitaliste se traduisant par un antagonisme de classes, la généralisation de l'échange et de l'anarchie (au sens chaotique) de la production sociale, l'antagonisme de la production à l'intérieur de la fabrique et l'anarchie de la production dans la société tout entière… Les conséquences de tout cela : la prolétarisation des masses, l'augmentation du chômage (armée industrielle de réserve) et de la misère, la surproduction, les crises et la concentration capitaliste… Également, la tendance de l'élimination du capitaliste industriel. Enfin, Engels nous explique que le socialisme scientifique est capable d'apporter des solutions à tous ces problèmes conflictuels en faisant en sorte que la société socialise les moyens de production et d'échange, et que cette solution pour mettre fin à l'antagonisme des classes et des États de classe est une mission du prolétariat. Ainsi, cette mission politique menée par le prolétariat permettra selon Engels de passer de l'ère de la nécessité à l’ère de la liberté :

« Avec la prise de possession des moyens de production par la société, la production marchande est éliminée, et par suite, la domination du produit sur le producteur. L'anarchie à l'intérieur de la production sociale est remplacée par l'organisation planifiée consciente. La lutte pour l'existence individuelle cesse. Par-là, pour la première fois, l'homme se sépare, dans un certain sens, définitivement du règne animal, passe de conditions animales d'existence à des conditions réellement humaines. Le cercle des conditions de vie entourant l'homme, qui jusqu'ici dominait l'homme, passe maintenant sous la domination et le contrôle des hommes, qui, pour la première fois, deviennent des maîtres réels et conscients de la nature, parce que et en tant que maîtres de leur propre socialisation. Les lois de leur propre pratique sociale qui, jusqu'ici, se dressaient devant eux comme des lois naturelles, étrangères et dominatrices, sont dès lors appliquées par les hommes en pleine connaissance de cause et par là dominées. La propre socialisation des hommes qui, jusqu'ici, se dressait devant eux comme octroyée par la nature et l'histoire, devient maintenant leur acte propre et libre. Les puissances étrangères, objectives qui, jusqu'ici, dominaient l'histoire, passent sous le contrôle des hommes eux-mêmes. Ce n'est qu'à partir de ce moment que les hommes feront eux-mêmes leur histoire en pleine conscience ; ce n'est qu'à partir de ce moment que les causes sociales mises par eux en mouvement auront aussi d'une façon prépondérante, et dans une mesure toujours croissante, les effets voulus par eux. C'est le bond de l'humanité, du règne de la nécessité dans le règne de la liberté. »

## Un outil de compréhension de la réalité utilisé par le socialisme scientifique: la méthode dialectique
Dans cet ouvrage, Friedrich Engels met l'accent sur une méthode pour analyser la réalité qui est possible via un héritage de la philosophie hégélienne : la dialectique. Cette méthode dialectique selon Engels permet notamment d'en finir grandement avec la pensée métaphysique.
Voici un extrait expliquant l'intérêt de la dialectique, en tant que méthode et aussi en tant qu'outil de compréhension du (mouvement du) réel, de l'histoire et de la nature :

« Tous ces processus [liés à la dialectique], toutes ces méthodes de pensée n'entrent pas dans le cadre de la pensée métaphysique ["Pour le métaphysicien, les choses et leurs reflets dans la pensée, les concepts, sont des objets d'étude isolés, à considérer l'un après l'autre et l'un sans l'autre, fixes, rigides, donnés une fois pour toutes. Il ne pense que par antithèses sans moyen terme: il dit oui, oui, non, non; ce qui va au delà ne vaut rien"]. Pour la dialectique, par contre, qui appréhende les choses et leurs reflets conceptuels essentiellement dans leur connexion, leur enchaînement, leur mouvement, leur naissance et leur fin, les processus mentionnés plus haut sont autant de confirmations du comportement qui lui est propre. La nature est le banc d'essai de la dialectique et nous devons dire à l'honneur des sciences modernes de la nature qu'elle a fourni pour ce banc d'essai une moisson extrêmement riche de faits qui s'accroît tous les jours, en prouvant ainsi que dans la nature les choses se passent, en dernière analyse, dialectiquement et non métaphysiquement, que la nature ne se meut pas dans l'éternelle monotonie d'un cycle sans cesse répété, mais parcourt une histoire effective. Avant tout autre il faut citer ici Darwin, qui a porté le coup le plus puissant à la conception métaphysique de la nature en démontrant que toute la nature organique actuelle, les plantes, les animaux et, par conséquent, l'homme aussi, est le produit d'un processus d'évolution qui s'est poursuivi pendant des millions d'années. Mais comme jusqu'ici on peut compter les savants qui ont appris à penser dialectiquement, le conflit entre les résultats découverts et le mode de pensée traditionnel explique l'infinie confusion qui règne actuellement dans la théorie des sciences de la nature et qui met au désespoir maîtres et élèves, auteurs et lecteurs.
Une représentation exacte de l'univers, de son évolution et de celle de l'humanité, ainsi que du reflet de cette évolution dans le cerveau des hommes, ne peut donc se faire que par voie dialectique, en tenant constamment compte des actions réciproques universelles du devenir et du finir, des changements progressifs et régressifs. Et c'est aussi dans ce sens que s'est immédiatement manifestée la philosophie allemande moderne. Kant a commencé sa carrière en résolvant le système solaire stable de Newton et sa durée éternelle une fois donné le fameux choc initial en un processus historique: la naissance du soleil et de toutes les planètes à partir d'une masse nébuleuse en rotation. Et il en tirait déjà cette conclusion qu'étant donné qu'il était né, le système solaire devait nécessairement mourir un jour. Cette vue, un demi siècle plus tard, a été confirmée mathématiquement par Laplace et, après encore un demi siècle, le spectroscope a démontré l'existence dans l'univers de semblables masses gazeuses incandescentes à différents degrés de condensation.
Cette philosophie allemande moderne a trouvé sa conclusion dans le système de Hegel, dans lequel, pour la première fois et c'est son grand mérite le monde entier de la nature, de l'histoire et de l'esprit était représenté comme un processus, c'est-à-dire comme étant engagé dans un mouvement, un changement, une transformation et une évolution constants, et où l'on tentait de démontrer l'enchaînement interne de ce mouvement et de cette évolution. De ce point de vue, l'histoire de l'humanité n'apparaissait plus comme un enchevêtrement chaotique de violences absurdes, toutes également condamnables devant le tribunal de la raison philosophique arrivée à maturité et qu'il est préférable d'oublier aussi rapidement que possible, mais comme le processus évolutif de l'humanité lui même; et la pensée avait maintenant pour tâche d'en suivre la lente marche progressive à travers tous ses détours et d'en démontrer la logique interne à travers toutes les contingences apparentes. »

Friedrich Engels critiquera également les aspects idéalistes de la dialectique hégélienne, au profit d'une dialectique plus matérialiste.